# Coreia do Sul nos Jogos Olímpicos de Verão de 1988
A Coreia do Sul participou dos Jogos Olímpicos de Verão de 1988 em Seul, na Coreia do Sul. Foi a nação anfitriã dos Jogos. Conquistou doze medalhas de ouro, dez de prata e onze de bronze, somando trinta e três no total. Ficou na quarta posição no ranking geral.

## Desempenho

### Natação
Masculino
| Atletas         | Evento      | Eliminatórias | Eliminatórias | Final       | Final       |
| Atletas         | Evento      | Tempo         | Posição       | Tempo       | Posição     |
| --------------- | ----------- | ------------- | ------------- | ----------- | ----------- |
| Song Gwang-Seon | 50 m livre  | 25s40         | 54º           | Não avançou | Não avançou |
| Gwon Sang-Won   | 100 m livre | 54s34         | 55º           | Não avançou | Não avançou |
| Song Gwang-Seon | 100 m livre | 54s63         | 57º           | Não avançou | Não avançou |
| Gwon Sang-Won   | 200 m livre | 1min56s88     | 45º           | Nao avançou | Nao avançou |
| Gwon Sun-Geun   | 200 m livre | 1min58s95     | 54º           | Não avançou | Não avançou |